# 冼偉賢
冼偉賢曾是香港獨立運動支持者及推動者，現已完全退出所有政治運動。

## 政治經歷
2015年7月11日，以陳淨心為首的親共團體於西洋菜街集會，要求基本法第二十三條立法；香港本土力量、本土民主前線及熱血公民到場反對，雙方在四點鐘左右對台互罵，親共團體離開後，他在現場「嗌咪」期間被一名警員從後箍頸拘捕，被控「在公眾地方行為不檢」，惟警方證據不足，故最終決定撤控。
2016年5月，他宣稱有身份不明人士在他家樓下等候，並告戒他收斂及小心一點，他指將會繼續在全港大範圍宣揚香港獨立。
2016年6月4日，維園燭光晚會舉行期間有數十名手持香港旗及「香港獨立」直幡並帶著口罩的人，冼衝上大台，高呼香港獨立口號，最後被在場義工按在地上後抬離大台。
2016年7月1日，他帶領一眾港獨派支持者參與民陣遊行高舉香港獨立旗幟及宣揚港獨理念。